# نيك هيل
نيك هيل (بالإنجليزية: Nick Hill)‏ هو لاعب كرة قدم أمريكية أمريكي، ولد في 5 أبريل 1985 في دو كيوين في الولايات المتحدة.